# Adalbert Peter Blasy
Adalbert Peter Blasy (* 16. Februar 1912 in Würzburg; † 12. Oktober 1988 in Aschaffenburg) war ein deutscher Politiker (SPD).

## Leben
Blasy besuchte die Volksschule und das humanistische Gymnasium in München und Würzburg und studierte Recht und Volkswirtschaft. Am 9. Juni 1937 beantragte er die Aufnahme in die NSDAP und wurde rückwirkend zum 1. Mai desselben Jahres aufgenommen (Mitgliedsnummer 4.850.199). Er schloss sich auch der SS an. Sein Referendariat absolvierte er indes bei Fritz Koch. Im Jahr 1939 war er in Aschaffenburg Assessor. Er wurde 1940 an der Universität Erlangen mit einer juristischen Arbeit promoviert. Nachdem er das Staatsexamen ablegt hatte, begann er seine Berufstätigkeit im Büro eines Wirtschaftsprüfers und Steuerberaters in Aschaffenburg und wechselte danach in die Deutsche Revisions- und Treuhandgesellschaft nach Berlin sowie in die Flugzeugindustrie. Im Krieg war er als Feldwebel im Einsatz, bis er schwer verwundet wurde. 1946 begann er als Rechtsanwalt und Steuerberater in Aschaffenburg. Im selben Jahr trat er der SPD bei, für die er von 1952 an im Aschaffenburger Stadtrat und von 1970 bis 1978 im Bayerischen Landtag saß. Er gehörte außerdem dem Bayerischen Verfassungsgerichtshof und dem Bayerischen Ehrengerichtshof für Rechtsanwälte an.